# Lenguas bunubanas
Las lenguas bunubanas o bunabanas son una pequeña familia lingüística de lenguas aborígenes australianas habladas en el norte de Australia. Actualmente la familia está formado por dos lenguas, el idioma bunuba y el idioma gooniyandi, que están relacionadas entre sí en la misma medida que el inglés lo está con el neerlandés, es decir, es un parentesco detectable pero no extremadamente cercano. Las dos lenguas apenas suman unos pocos centenares de hablantes [Bunuba 110 (2006), gooniyandi 410 (2006)], y ambas son lenguas amenazadas.

## Comparación léxica
Los numerales en las diversas lenguas bunubanas son:
| GLOSA | Bunuba            | Gooniyandi             | PROTO- BUNUBANO |
| ----- | ----------------- | ---------------------- | --------------- |
| '1'   | yuwana yuwaɳa     | yoowarni yuwaɳi        | *yuwaɳ-         |
| '2'   | thurranda t̪uraⁿda | garndiwiddi gaɳdiwidːi |                 |
| '3'   | ngalgurru ŋaɭguru | ngarludu ŋaɭudu        | *ŋaɭguɾu        |
| '4'   |                   | ngarludu ŋaɭudu        | *ŋaɭguɾu        |
| '5'   |                   | 2+2+1                  |                 |